# Łarpia Sail Festival
Łarpia Sail Festival to cykliczna impreza kulturalno-rozrywkowa organizowana od 2008 roku w Policach i Trzebieży. Festiwal promuje żeglarstwo i popularne na Pomorzu Zachodnim szanty.
Organizatorem koncertów i regat jest Uczniowski Klub Żeglarski „BRAS” w Policach. Program corocznych imprez wypełniają koncerty szant oraz rejsy po Odrze w Policach i Zalewie Szczecińskim w Trzebieży. Od roku 2012 w ramach festiwalu odbywają się Regaty Towarzyskie - ŁARPIA SAIL FESTIVAL.
Tytuł kilku pierwszych festiwali brzmiał "Międzynarodowy Festiwal Piosenki Morskiej i Folk w Policach".
Nazwa pochodzi od odnogi Odry - Łarpi, nad którą powstał gród w Mścięcinie i średniowieczne miasto Police.